# Manfred Paerisch
Manfred Paerisch (* 18. Juli 1921 in Dresden; † 24. November 2008) war ein deutscher Sportmediziner und Hochschullehrer.

## Leben
Paerisch ging von 1928 bis 1932 im Dresdner Stadtteil Plauen und 1935 bis 1939 in Grimma zur Schule. Während des Zweiten Weltkrieges studierte er ab 1939 Medizin in Berlin, Würzburg, Wien sowie Prag. 1944 schloss er in Berlin seine Doktorarbeit über das kavernöse Hämangiom (Haemangioma cavernosum) ab. In der Zeit von 1945 bis 1948 war Paerisch in Marburg an der Universitätsfrauenklinik und Klinik für Innere Medizin als Arzt tätig. Zusätzlich absolvierte er in dieser Zeit ein Studium im Fach Physik.
1949 entschied er sich, nach Ostdeutschland zu übersiedeln und wurde als Arzt für Allgemeinmedizin erst in Radegast tätig, dann im sächsischen Pirna. Ab 1951 hatte Paerisch eine Stelle am Physiologischen Institut der Universität Leipzig inne. Er stellte unter anderem Forschungen über die Herz-Kreislauf-Physiologie, Blutdrucksenkung und das Fettgewebestoffwechsel an. Paerisch trat 1956 an der Deutschen Hochschule für Körperkultur (DHfK) in Leipzig die Stelle als Direktor des Instituts für Physiologie an. Er veröffentlichte 1959 das Buch „Die Physiologie der somato-motorischen Systeme“.
In den 1960er Jahren nahmen der DDR-Leichtathletik- und der Schwimmverband seine Trainingskonzeptionen auf. Er leitete ein Autorenkollektiv, welches das 1964 erschienene Buch „Physiologie des Nervensystems: Anleitung für das Fernstudium“ verfasste. 1965 schloss er seine Habilitation ab, der Titel seiner Schrift lautete: „Monokulare Orts- und Zeitfunktionen meridionaler Krümmungsradien der Linsenvorderfläche beim Menschen“. 1969 trat er eine Professur für Physiologie am neueingerichteten Forschungsinstitut für Körperkultur und Sport (FKS) an.
1969 veröffentlichte er gemeinsam mit Siegfried Israel das Buch „Einführung in die Physiologie des Menschen: Anleitung für das Fernstudium“. Er befasste sich in den 1970er Jahren am FKS unter anderem mit den Themen Elektromyostimulation, dem Bewegungsablauf und der Muskelaktivität beim Kugelstoßen und dem motorischen Folgeverhalten. Mit seiner Forschung trug er unter anderem zum Erkenntnisgewinn in Kraft- und Schnellsportarten bei. Ihm wird zugeschrieben, mit seiner Arbeit maßgeblich zu Erfolgen von DDR-Sportlern bei Olympischen Spielen, etwa in den Sportarten Leichtathletik, Schwimmen und Judo beigetragen zu haben.
Er nahm eine kritische Haltung gegenüber Dopingpraktiken ein und wurde am FKS zum Laborleiter degradiert. 1980 kam Paerischs Buch „Aufbau, Zustands- und Übertragungsverhalten der Bauglieder der spinalen Steuerfunktionsebene des sensomotorischen Systems“ heraus. Er forschte Ende der 1970er/Anfang der 1980er Jahre unter anderem im Bereich Elektromyostimulation und Judo und zur Muskeltätigkeit bei Kraftübungen. 1983 veröffentlichte er mit Kurt Tittel und Kurt Märker das Buch „Frau und Sport aus sportmedizinischer Sicht“. 1986 wurde Paerisch emeritiert. Er beschäftigte sich auch nach dem Ausscheiden aus dem FKS weiterhin mit Aspekten der Muskeltätigkeit sowie Fragen der Motorik. 1992 weilte er zeitweilig als Gastprofessor im südafrikanischen Kapstadt. 2003 veröffentlichte Paerisch das Buch „Ecce caro musculorum. Die Steuerung und Regelung des Betriebs der Skelettmuskeln“, in dem er laut Rezension der Deutschen Vereinigung für Sportwissenschaft noch einmal sein Kernthema aufgriff: „Die Funktion und die Arbeitsweise der Skelettmuskulatur, deren Steuerung und Regelung durch den Organismus selbst und durch die Möglichkeit einer Elektromyostimulation.“